# Cotinus
Cotinus és un gènere de plantes amb flor de la família de les anacardiàcies (Anacardiaceae).

## Particularitats
Són arbusts o arbres petits que es troben a les zones temperades de l'hemisferi nord. Hi ha híbrids i varietats de jardí.
El gènere Cotinus està estretament emparentat amb el gènere Rhus. Per aquesta raó també es coneix amb els noms de "sumac" o "tintillaina".

## Taxonomia
N'hi ha dues:
- Cotinus coggygria - fustet, fustet de perruca, arbre de les perruques, busaina, sumac de Llombardia
- Cotinus obovatus - fustet americà

## Galeria

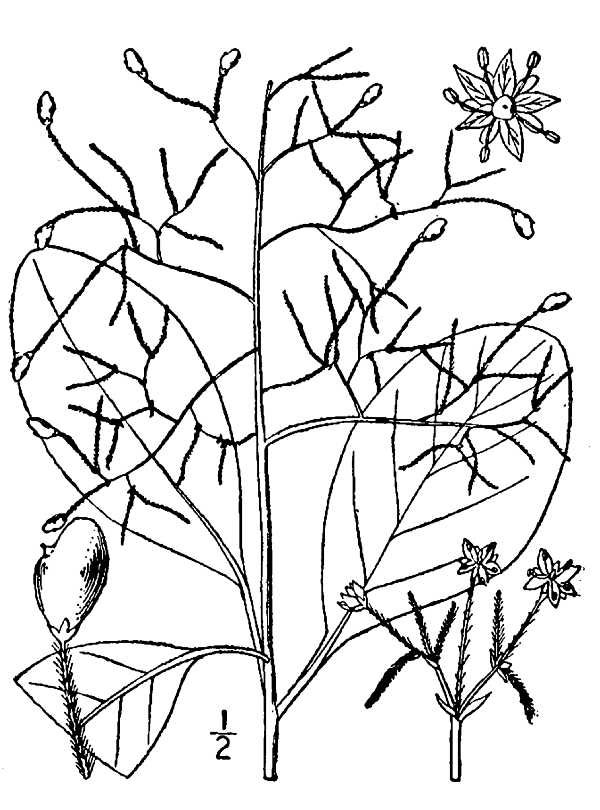
Fustet americà (Cotinus obovatus)
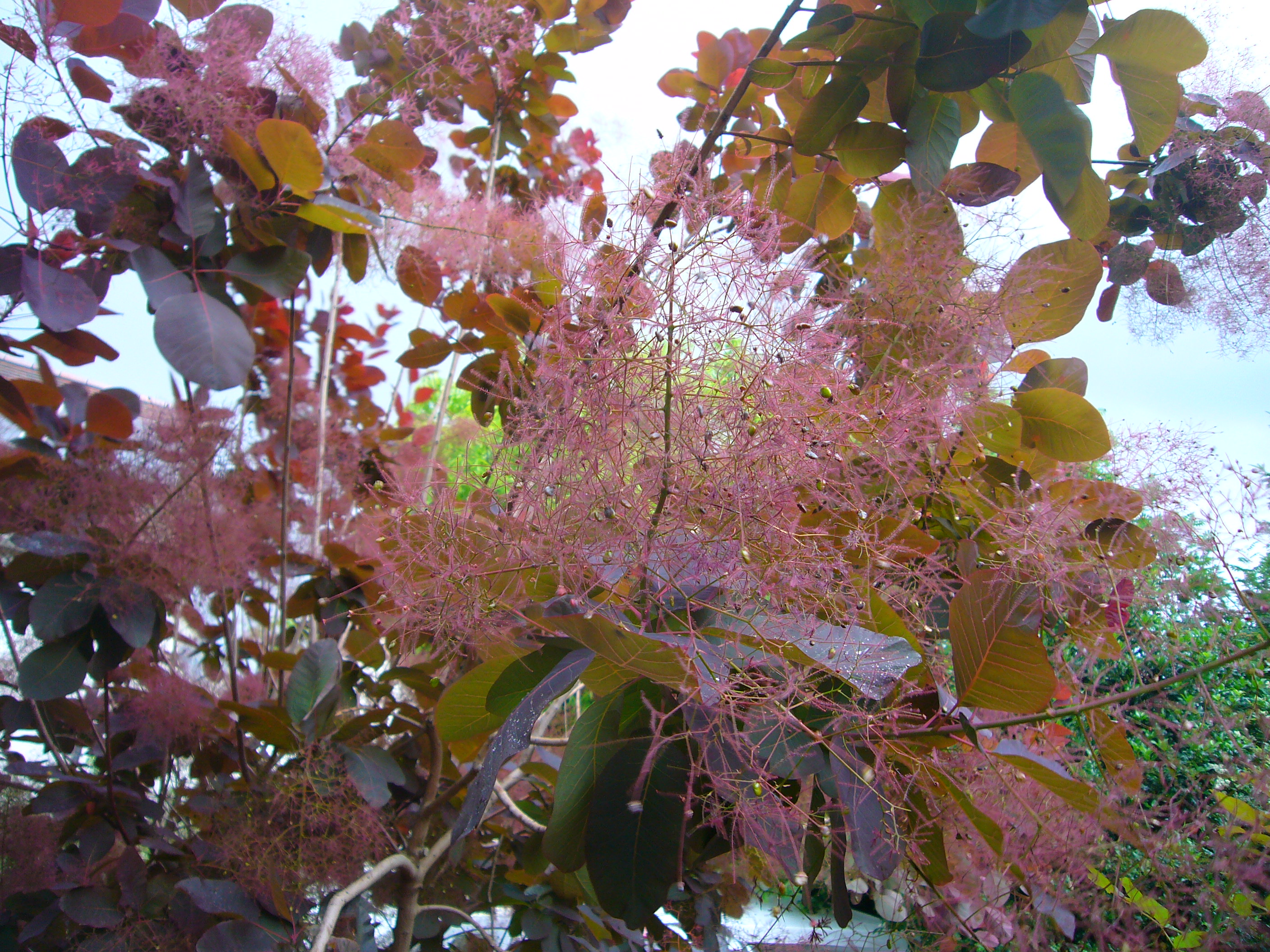
Fustet (Cotinus coggygria)
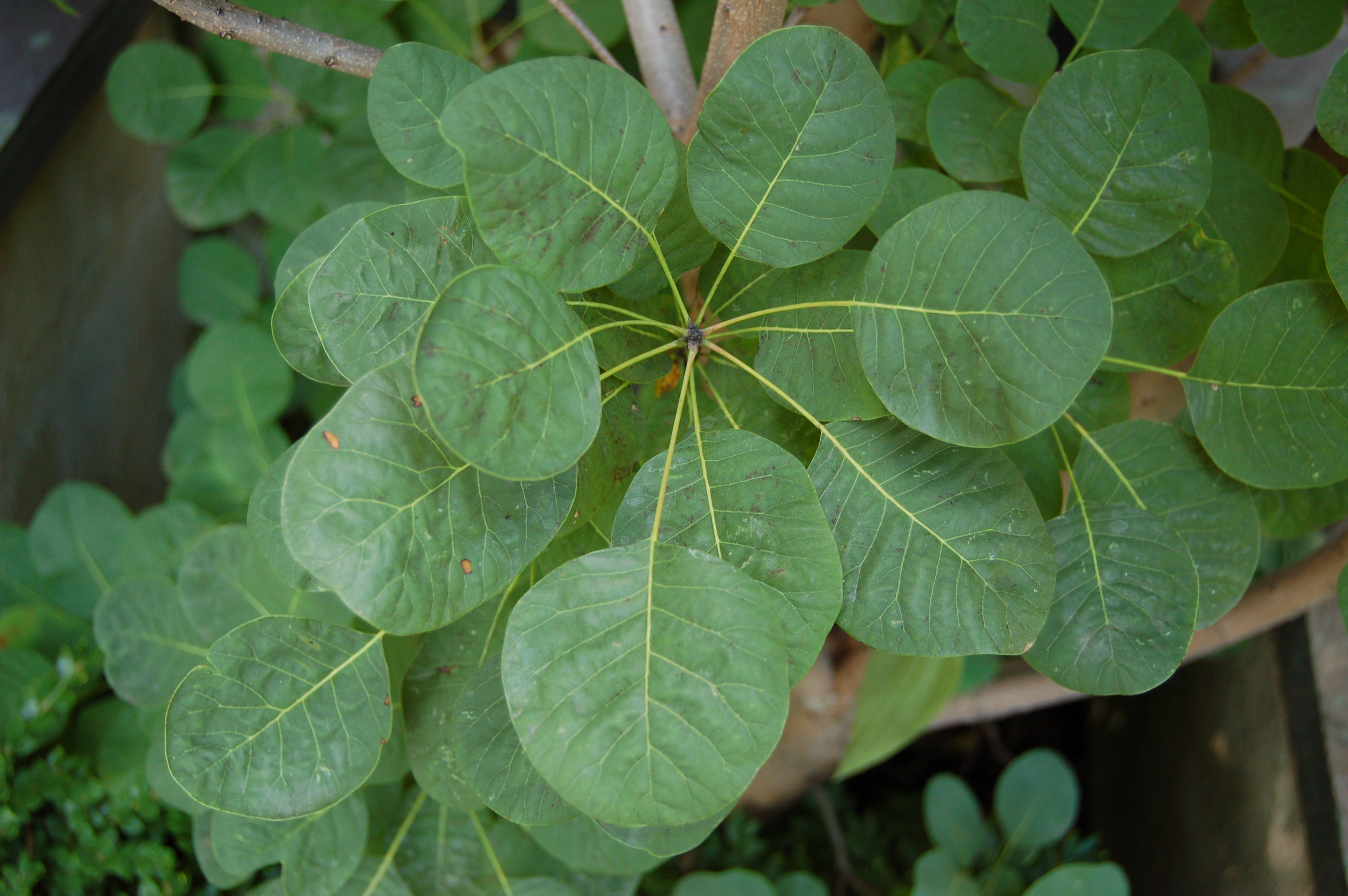
Fulles de la varietat "Golden Spirit"